# Tameshigiri
Tameshigiri (jap. 試し斬り testowe cięcie) – japońska sztuka próbnego cięcia, popularna od okresu Edo w XVII wieku. Pierwotnie miała na celu przede wszystkim wypróbowywanie jakości ostrza katany. 

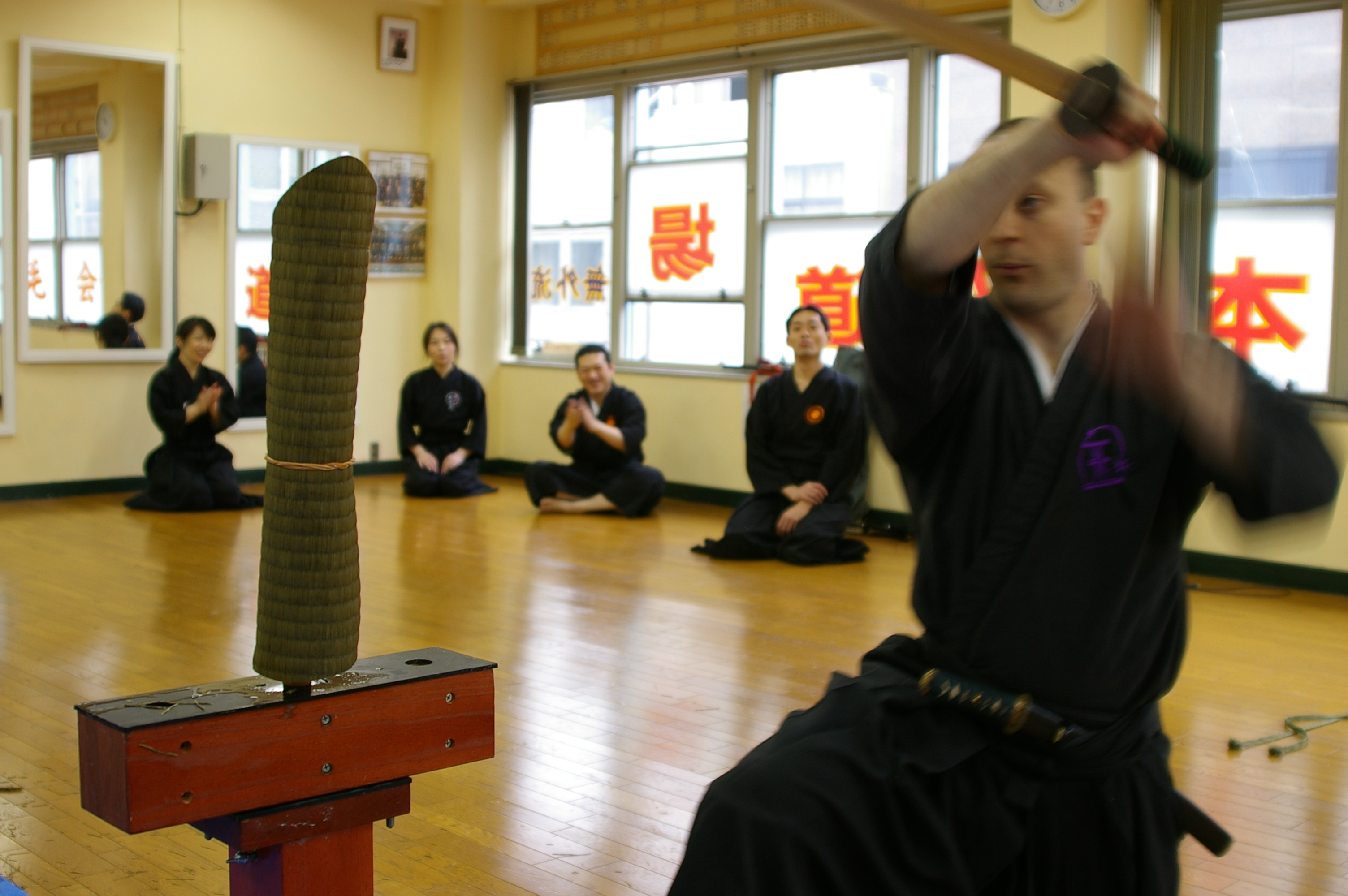
Tameshigiri

Testowe cięcia wykonywano zarówno na żywych skazańcach, jak i na zwłokach (np. cięcie tabi-gata – odcinające kostkę u nogi, czy O-kesa – przecinające korpus od obojczyka po przeciwległe biodro). Dodatkowo wykorzystywano także maty z ryżowej trawy, maty tatami, kije bambusowe i cienkie zwoje ze stali. 
Do testowania dopuszczani byli wyłącznie najlepsi szermierze, a wynik testu tameshigiri był często odnotowywany na klindze miecza, dowodząc jego jakości i wartości. Często odnotowywano tam także rodzaj testu, podając liczbę ciał i rodzaj cięć. 
Współcześnie tameshigiri wykorzystuje się przede wszystkim do testowania umiejętności szermierza, stąd terminy shitō (jap. 試刀 test miecza), oraz shizan (jap. 試斬 cięcie testowe) – słowo będące alternatywną formą wymowy znaków określających tameshigiri. Cięcia wykonywane są głównie na zmoczonych matach. Mokra trawa odpowiada gęstością ciału, podczas gdy zielone kije bambusowe odgrywają rolę kości. 
Zadania w tameshigiri różnią się trudnością, zarówno z uwagi na sam rodzaj cięcia, jak i np. ze względu na konieczność wykonania go w ruchu, z określoną szybkością, a także np. w serii kilku kolejnych cięć na tej samej macie (każde kolejne cięcie, nawet jeżeli jest przeprowadzone poprawnie, ale odcina zbyt duży fragment maty, uniemożliwia wykonanie kolejnych). 
Wiele osób pragnących zweryfikować swoje umiejętności zdobyte podczas treningów z shinken, iaito, bokken, shinai  otrzymuje tę możliwość podczas zajęć tameshigiri. Niezależnie od ćwiczonego stylu lub szkoły, jest to jedno z podstawowych ćwiczeń z którym przyjdzie się zmierzyć każdemu szermierzowi. Ruch ostrza podczas cięcia obiektu jest specyficzny – wymaga lekkiego przesunięcia tworzącego ruch tnący. Wielu adeptów nie potrafi prawidłowo wykonać tego ruchu w wyniku czego zaczynają "rąbać" obiekt kataną. Może to sprawiać problemy nawet bardzo zaawansowanemu technicznie adeptowi japońskiej szermierki.
Szczególny nacisk na regularną praktykę tameshigiri kładzie się w stylach Ishi Yama-ryū, Shinkendo, Battodo-ryū Sei Ken, Toyama-ryū, Nakamura-ryū, Mugai-ryū, Jikishinkai, Sekiguchi-ryū.